# 에어부산 391편 화재 사고
에어부산 391편 화재 사고는 2025년 1월 28일 오후 10시 15분경 김해국제공항에서 홍콩국제공항으로 출발하려던 에어부산 HL7763기에서 일어난 항공사고이다.

## 사고
사고 당시 BX391기는 매일 밤 21시 55분(KST)에 출발해 다음날 00시 55분(GMT+8)쯤 홍콩국제공항에 도착해 다시 승객을 싣고 BX392기로 편수를 바꾸어 2시(GMT+8)에 출발해 6시(KST)에 돌아오는 비행여정을 가지고 있었다. 1월 28일은 HL7763기가 운용을 맡아 다른 때와 다르게 주기장에 정박해 169명의 손님과 기장과 부기장, 승무원 4명, 정비사 1명을 태운 상태에서 21시 55분쯤에 문을 닫고 택싱을 기다리고 있었다. 그런데 10시 15분경, 기체 중간의 선반에서 큰 연기가 나기 시작했다. 상황은 즉시 기장에게 보고됐으며, 기장은 유압 및 연료계통을 차단함과 동시에 비상탈출을 지시했다. 승무원들의 지시에 따라 전 승객은 슬라이드를 통해 기내에서 탈출했다. 이후 22시 26분경 신고가 이루어진 것으로 보인다.
소방청은 당일 22시 34분 사고현장에 도착했으며, 22시 38분 대응 1단계를 발령하고 진화에 나서 화재가 발생한지 1시간 15분 만인 23시 31분에 완전히 소화되었다. 사건으로 인한 대피 중 3명이 다쳤으며 승무원 4명은 모두 연기로 인한 영향을 받아 경상으로 파악돼 총 경상자수는 7명이다.

## 사고발생 후 대처
국토교통부는 당일 사고와 관련해 테러 용의점은 발견되지 않았으나 사고조사 과정에서 향후 내용을 파악 예정이라고 밝혔다. 항공철도사고조사위원회도 관계기관과 합동감식을 30일 진행하려 했으나, 기내에 남은 항공유의 처분방향을 결정하지 못해 당일 감식절차는 포기하였다.

## 사고원인
현재까지 조사로는 엔진이나 날개 등에서는 화재가 발견되지 않았다. 현재 언론 상에서는 보조배터리나 전자기기 화재에 무게가 실리고 있다.

## 논란
일부 승객들은 화재 발생에도 불구하고 기장이 안내방송을 하지 않았으며, 즉시 탈출을 시행하지도 않아 승객들이 공포에 질렸고, 승무원들이 아닌 승객이 문을 개방한 것에 문제를 제기하였다.

## 같이 보기
- 에어부산